# روبرتو پرمیر
روبرتو پرمیر (ایتالیایی: Roberto Premier؛ زادهٔ ۲۵ ژانویهٔ ۱۹۵۸) بازیکن سابق و مربی بسکتبال اهل ایتالیا است.
از باشگاه‌هایی که در آن بازی کرده‌است می‌توان به المپیا میلان اشاره کرد.
وی در مسابقات کشوری و بین‌المللی در مجموع برندهٔ ۱ مدال نقره، ۱ مدال برنز شده‌است.